# Granlo BK
Granlo BK var en fotbolls- och innebandyklubb från Granlo i Sundsvall som bildades 1987. Klubben vann junior-SM i innebandy 2006 och A-laget spelade i Svenska superligan tre säsonger 2012-2016.  
Klubben bildades som en korpförening i fotboll redan 1980. Innebandyn tillkom 1987 och första ungdomslaget 1993. 
25 mars 2018 meddelades att klubben försatts i konkurs. 
Den 2 maj 2018 meddelades att en ny klubb bildats under namnet Sundsvall GBK dit ungdomsverksamheten förs över. Integrationsprojektet Back to basics i Skönsberg flyttas till nybildade föreningen SKB Sundsvall.
Klubben hade också ett fotbollslag i Medelpads division 5, det överfördes vid konkursen till Indals IF.

## Landslagsspelare innebandy
- Isabell Krantz A & U19
- Robin Nilsberth A & U19
- Johan Samuelsson A & U19
- Per Svedin  U19
- Martin Östholm A & U19